# E8-многовид
E8-многовид — компактний, однозв'язний топологічний 4-вимірний многовид із формою перетинів ґратки E8.

## Історія
E8-многовид побудував Фрідман 1982 року.

## Побудова
Многовид будується пламінгом[невідомий термін] розшарувань дисків над сферою з ейлеровим числом 2 за схемою Динкіна для E8. Це приводить до 4-вимірного многовиду PЕ8 з межею, гомеоморфною сфері Пуанкаре. За теоремою Фрідмана про фальшиві кулі, межу можна заклеїти фальшивою кулею і отримати таким чином Е8-многовид.

## Властивості
- За теоремою Рохліна він шорсткий, тобто не має гладкої структури.
  - Те саме випливає з теореми Дональдсона[en].
  - Більш того, за теоремою про інваріант Кассона[en], Е8-многовид не допускає тріангуляції.